# 查尔斯·维特尔
查尔斯·维特尔（Charles Wittl，1971年10月5日—），一般称作查尔斯，是一名已经退役的加纳职业足球运动员，司职中场。曾入选加纳国家足球队并有一次出场纪录。